# 慢性細菌性前立腺炎
慢性細菌性前立腺炎（まんせいさいきんせいぜんりつせんえん、英: Chronic bacterial prostatitis）は前立腺の慢性細菌感染症である。急性細菌性前立腺炎や慢性骨盤疼痛症候群（CPPS）などの他の前立腺炎とは区別されるべきである。

## 徴候・症状
慢性細菌性前立腺炎は比較的稀な疾患で、通常、間欠性尿路感染症状を呈する。前立腺の慢性感染に起因する再発性尿路感染症と定義される。膀胱炎を併発するまで症状が全くないこともあり、最も厄介な問題は通常、再発性膀胱炎である。再発性尿路感染症（同一の病原体による繰り返しの尿路感染）は慢性細菌性前立腺炎の特徴であると言われている。
慢性細菌性前立腺炎は、前立腺に関連した非前立腺肥大症性下部尿路症状を有する患者の5％未満に発症する。
656人の男性を対象とした2001年のコホート研究では、慢性細菌性前立腺炎は殆ど認められなかった。本当に稀な疾患であり、その起炎菌の殆どはE.coli であった。

## 診断
慢性細菌性前立腺炎では、前立腺内に細菌が存在するも、症状が無いか急性前立腺炎よりも軽症であることが多い。前立腺炎の診断は、尿の培養と、医師が直腸診で前立腺を圧迫して得られる前立腺圧出液の培養により行われる。前立腺マッサージ後に前立腺液が回収されない場合でも、マッサージ後の尿に前立腺感染菌が含まれている。
慢性細菌性前立腺炎は悪性ではないが、前立腺特異抗原値が上昇することがある。精液検査は有用な診断手段である。精液培養も行われる。適切な抗生物質を選択するために、抗生物質感受性試験も実施される。その他の有用な感染マーカーとして精液エラスターゼと精液サイトカインがある。

## 治療
抗生物質療法を採用する場合は、血液前立腺関門を克服して、前立腺内の抗生物質濃度が最小発育阻止濃度を超えなければならない。血液前立腺関門は、ラットでは腹側前立腺上皮を越える薬剤分子の移動を制限する。治療には、前立腺によく浸透する抗生物質を長期間（4～8週間）投与する必要がある。フルオロキノロン系、テトラサイクリン系が最も浸透性が高い。ニトロフラントイン、キノロン系抗菌薬（シプロフロキサシン、レボフロキサシン）、サルファ剤（ST合剤）、ドキシサイクリン、マクロライド系抗菌薬（エリスロマイシン、クラリスロマイシン）の浸透性については、相反する所見がある。これは特にグラム陽性菌感染症に当てはまる。リネゾリド、モキシフロキサシン、チゲサイクリン、ダプトマイシン、クリンダマイシン、バンコマイシンなど、有効性が期待される他の抗生物質が、適応外で限定的に使用され、成功が報告されている。
複数の研究のレビューにおいて、レボフロキサシンの前立腺液濃度はシプロフロキサシンの5.5倍高値に達しており、前立腺への浸透能力が高いことを示している。モキシフロキサシンはレボフロキサシンよりもさらに高い前立腺透過性を示し、Enterococcus faecalis に対する最小発育阻止濃度の10倍以上の前立腺濃度を得ることができる唯一のフルオロキノロンであると考えられる。しかし、慢性前立腺炎に対するモキシフロキサシンの使用経験は限られている。
経口抗生物質の臨床的成功率は6ヵ月時点で70％から90％に達するが、偽薬や無治療と比較した臨床試験は存在しない。
持続する感染症は、α遮断薬（タムスロシン、アルフゾシン）の使用や、長期間低用量抗生物質療法によって、80％の患者で改善する可能性がある。再発性感染症は、排尿不全（前立腺肥大症、神経因性膀胱）、前立腺結石、または感染の貯蔵庫として機能する構造的異常が原因となる場合がある。
理論的には、幾つかの菌株が有するバイオフィルム形成能は、慢性細菌性前立腺炎の発症を促進する要因の一つかも知れない。
バクテリオファージは、慢性細菌性前立腺炎の新たな治療法として期待されている。
抗生物質投与と前立腺マッサージの併用は有益であると以前から提唱されており、前立腺マッサージはバイオフィルムを機械的に破壊し、前立腺液の排出を促進する可能性がある。しかしながら、より最近の試験では、前立腺マッサージが抗生物質単独投与と比較して転帰を改善することは示されなかった。
前立腺摘除術は慢性細菌性前立腺炎の治療に用いられてきたが、無作為化比較試験を含め、臨床的判断を可能にする充分なデータは存在しない。更に、前立腺摘除術後に勃起不全や尿失禁を合併する可能性がある。

## 予後
長期的に見ると再発率は高く、50％を超える。抗生物質単独よりも併用療法の方が予後が良好であることが示されている。
2007年の研究では、抗菌薬（シプロフロキサシン・アジスロマイシン）、α遮断薬（アルフゾシン）、ノコギリパルメット抽出物による薬理学的併用療法を繰り返すことで、患者の83.9％で感染を根絶でき、これらの患者の94％では30ヵ月の追跡期間を通じて臨床的寛解が持続することが示された。
210人の患者を2つの治療群に無作為に割り付けた2014年の研究では、抗生物質（プルリフロキサシン 600mg）を単独で使用した群では27.6％で2ヵ月以内に再発がみられたが、プルリフロキサシンとノコギリパルメット抽出物、有胞子性乳酸菌、アルブチンを併用した群ではわずか7.8％であった。
大きな前立腺結石は、細菌の存在、慢性前立腺症状スコア（排尿時症状および疼痛）高値、精液中のIL-1βおよびIL-8濃度、より強い前立腺炎症、抗生物質治療に対する低反応性と関連していることが示された。

## 参考図解

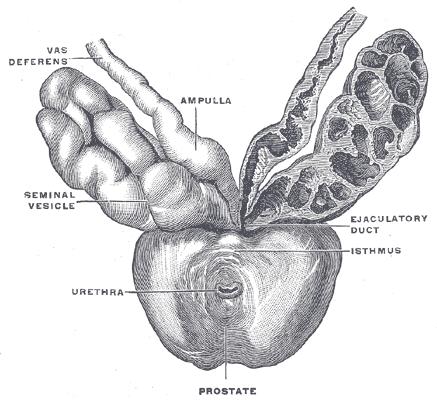
前立腺、尿道、精嚢
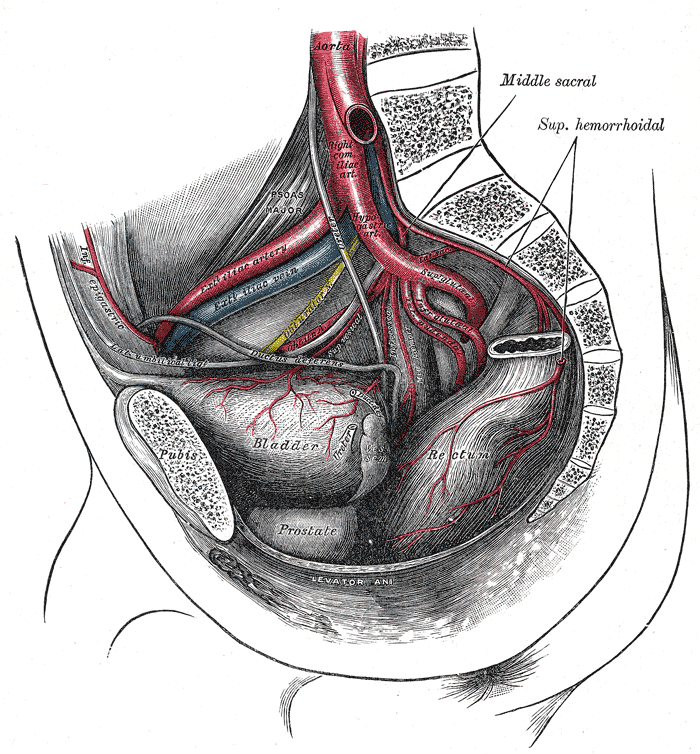
骨盤の動脈
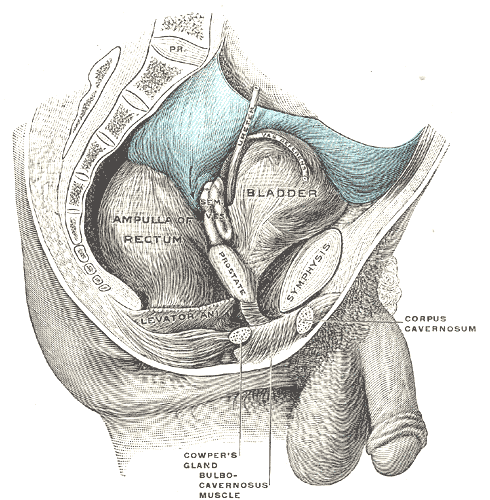
右側から見た男性の骨盤臓器